# Nový Rychnov
Nový Rychnov (deutsch Neureichenau) ist ein Městys in Tschechien. Er liegt elf Kilometer südöstlich von Pelhřimov und gehört zum Okres Pelhřimov.

## Geographie
Nový Rychnov befindet sich am südöstlichen Fuße des 765 m hohen Křemešník an der Einmündung des Lomský potok in die Rohozná in der Böhmisch-Mährischen Höhe. Östlich erhebt sich der Měšnice (753 m) und im Südosten der 714 m hohe Čertův hrádek.
Nachbarorte sind Chaloupky und Močáry im Norden, Milíčov im Nordosten, Hojkov im Osten, Dolní Hutě, Šance und Rohozná im Südosten, Hamr und Řeženčice im Süden, Trsov im Südwesten sowie Čejkov und Sázava im Westen.

## Geschichte
Die erste urkundliche Erwähnung von Raichenau erfolgte im Jahre 1352. Der Ort war Teil der dem Erzbistum Prag gehörigen Herrschaft Řečice und war von Deutschen bewohnt. Während der Amtszeit des Erzbischofs Ernst von Pardubitz wurde der Markt zum Sitz eines bischöflichen Burgvogtes. 1390 erhielt Raichenau die Stadtrechte verliehen.
1415 verpfändete Bischof Konrad von Vechta die Herrschaft Řečice mit Reichenau an Jan von Chotěmice. Während der Hussitenkriege wurde die Stadt von den Hussiten eingenommen, die deutsche Bevölkerung floh aus dem Ort. Während Řečice vom Hussitenhauptmann Nikolaus Sokol von Lamberg gehalten wurde, konnten die katholischen Herren von Leskovec auf Horní Cerekev nach Kämpfen mit den Hussiten Raichenau erobern. Nach dem Ende der Hussitenkriege erhielt Janek von Chotěmice 1436 seinen Besitz von Kaiser Sigismund zurück und verkaufte die Herrschaft im darauf folgenden Jahr an Mikuláš Trčka von Lípa, dem auch die benachbarte Herrschaft Želiv gehörte. Nachfolgend wurde die Stadt tschechisch besiedelt. Nachdem die Herrschaft Řečice nach dem Tode von Mikuláš Trčka 1454 der Hofkammer zugefallen war, teilte sie Ladislaus Postumus in die Herrschaften Řečice und Pelhřimov auf. Rychnov verblieb Řečice, das der Witigone Heinrich von Stráž erwarb. Nach ihm wechselten sich verschiedene Adelsgeschlechter als Besitzer ab. 1496 erwarben die Herren von Leskovec die Herrschaft. Nach dem Tode Christophs von Leskovec teilten dessen Söhne 1543 den Besitz. Rychnov fiel dabei an den späteren Hauptmann des Prachiner Kreises, Vlachyn von Leskovec, der an der Stelle der alten Feste das Renaissanceschloss Nový Rychnov als seinen Sitz errichten ließ.
1586 kaufte Kaiser Rudolf II. die Herrschaft für die königliche Kammer. 1597 erwarben die Herren von Říčany die Herrschaft Rychnov und vereinigte sie wieder mit Řečice. Nach der Schlacht am Weißen Berg wurde 1623 der Besitz von Jan von Říčany konfisziert und Rychnov gelangte wieder an das Prager Erzbistum zurück. Im Dreißigjährigen Kriege wurde die ganze Gegend verwüstet, bei der Einsiedelei Šance entstanden Schanzanlagen. Der Erzbischof Johann Joseph von Breuner fand großen Gefallen an der Umgebung und ließ am Teich bei Těšenov den Breunerhof errichten. In den Jahren 1775 bis 1784 kam es zu Bauernaufständen, die niedergeschlagen wurden. 1778 brannte das Schloss und ein Teil der Stadt ab.
Am 3. August 1827 wurde Rychnov durch einen Stadtbrand vollständig zerstört, dabei wurden auch sämtliche Urkunden der Stadt und die Pfarrmatriken vernichtet. Nach dem Wiederaufbau wurde die Marktgemeinde Nový Rychnov genannt. Nach der Ablösung der Patrimonialherrschaften gehörte Nový Rychnov ab 1850 zur Bezirkshauptmannschaft Pelhřimov. In dem Städtchen lebten zu dieser Zeit 1047 Menschen. 1920 wurde der erzbischöfliche Großgrundbesitz im Zuge der Bodenreform parzelliert. Während der deutschen Besatzung wurden die jüdischen Familien Ančerl, Stettner und Julius Böhm in Konzentrationslager verbracht und dort größtenteils ermordet, von den Ančerl überlebte lediglich Karel Ančerl.
Nach dem Ende des Zweiten Weltkrieges wurde das Schloss Nový Rychnov konfisziert und nach 1945 wurden die Stadtrechte nicht erneuert. 1973 erfolgte die Eingemeindung von Čejkov, 1976 kamen Řeženčice und Sázava hinzu. 1991 hatte Nový Rychnov 1011 Einwohner. Seit dem 27. Juni 2008 hat Nový Rychnov den Status eines Městys.

## Ortsgliederung
Der Městys Nový Rychnov besteht aus den Ortsteilen Čejkov (Tschejkow), Chaloupky (Chaloupek), Křemešník (Kremeschnik), Nový Rychnov (Neureichenau), Řeženčice (Reschentschitz), Sázava (Sasau) und Trsov (Tersow). Grundsiedlungseinheiten sind Čejkov, Chaloupky, Křemešník, Nový Rychnov und Sázava.
Das Gemeindegebiet gliedert sich in die Katastralbezirke Čejkov, Nový Rychnov, Řeženčice und Sázava pod Křemešníkem.

## Sehenswürdigkeiten
- Křemešník mit Wallfahrtskirche, Kapelle, Aussichtsturm und Windschloss
- Pfarrkirche Maria Himmelfahrt, erbaut zwischen 1343 und 1363, nach dem Brand von 1827 wiederaufgebaut
- Pfarrhaus mit Sonnenuhr und dem Wappen der Příchovský, errichtet 1837
- Schloss Nový Rychnov
- Statue des Hl. Johannes von Nepomuk am Schloss, aufgestellt am Ende 17. Jahrhunderts
- Kapelle des Hl. Wenzel in Sázava, erbaut 1857
- Kapelle des Hl. Johannes von Nepomuk in Čejkov, aus dem 19. Jahrhundert
- Kapelle des Hl. Johannes von Nepomuk in Řeženčice, da ursprünglich barocke Bauwerk erhielt 1911 seine heutige Gestalt

## Söhne und Töchter des Ortes
- Vilém Pospíšil (1873–1942), Gouverneur der Tschechoslowakischen Nationalbank, er förderte seine Heimatstadt stark und finanzierte mehrere Bauprojekte